# 高度技術集積都市
高度技術集積都市（こうどぎじゅつしゅうせきとし、英語: Technopole）は、先端技術産業を中核とした都市のことである。この用語は、1990年にアレン・J・スコットによって、先端技術産業で急速に成長した南カリフォルニアの地域を表するために造られた。

## 世界の高度技術集積都市

### 北アメリカ
- シリコンバレー